# Laminitis equina
La laminitis equina es una inflamación aséptica y aguda de la pododermis (corion) del casco del equino. Se utilizan otros sinónimos tales como; pododermitis aséptica difusa, podofilitis difusa, dermatitis podofiliana aséptica difusa. El signo más evidente de la Infosura es la pododermitis, que se caracteriza por la inflamación local y claudicación severa del animal, siendo éste el signo más dramático, sin embargo es fundamental entender a esta enfermedad, como una alteración multisistémica compleja que involucra los aparatos digestivo, cardiovascular, hemático, renal, endocrino, musculoesquelético, tegumentario e inmunológico. Estas alteraciones multisistémicas dan lugar a la reducción de la perfusión capilar, isquemia y necrosis del corion, contribuyendo a la separación entre podófillo y queráfilo, consecuencia de la destrucción de la unión hemidesmosomal entre las células del corion y la membrana basal de las células internas de la epidermis, todo esto acompañado de dolor y pérdida de la función de soporte, llegando incluso al punto en el que la falange distal puede rotar o incluso “hundirse “en el casco. Es aguda porque es repentina su aparición. Desde que se produce la injuria hasta que aparecen los signos clínicos pasa poco tiempo.

## Etiopatogenia y factores que predisponen a la aparición de laminitis
No es una enfermedad primaria sino que es secuela de:
- Una enfermedad asociada con sepsis o endotoxemia.
- Una excesiva carga sobre un miembro debido a lesiones a miembro opuesto.
- Enfermedad de Cushing en equinos viejos.
- Síndrome metabólico asociado al consumo de pasturas o sobrecarga de granos.

- Cólicos o diarreas.
- Retención de placenta o metritis.
- Pleuroneumonías.
- Apoyo prolongado sobre un miembro por traumatismo en el miembro opuesto
- Alergias a medicamentos.
- Exceso de corticoides.
- Sobrepeso
- Edad: equinos más viejos son más propensos
- Sexo: hembras más predispuestas a laminitis que machos
- Herraje: una herradura muy chica produce más presión sobre el casco

## Patogénesis
La laminitis siempre sigue estos pasos: 
1. Hipoperfusión de vasos sanguíneos
2. Isquemia
3. Necrosis
4. Edema de laminillas dérmicas.

Hay 2 teorías básicas del desarrollo de laminitis: la microtrombosis y la alteración de la dinámica vascular. Pueden presentarse en conjunto o individualmente.

### Microtrombosis
Es inducida por una endotoxemia sistémica. Toda afección que produzca endotoxemia sistémica, puede producir una laminitis. Generalmente la laminitis se presenta de forma bilateral. También puede ser traumática (local) y unilateral. 
- Endotoxinas
- Tienen origen generalmente intestinales: cólicos o exceso de granos,
- Metritis o retención de placenta
- Pleuroneumonía.

El alto contenido de almidón en pasturas muy tiernas o en dietas con exceso de granos va a provocar un aumento de las bacterias formadoras de ácido láctico alojadas en el ciego del equino. Estas bacterias fermentan los hidratos de carbono produciendo ácido láctico en el proceso. El ácido láctico tiene la propiedad buffer de disminuir el pH del medio. Al elevarse la cantidad de estas bacterias, se eleva la producción del mismo con la consiguiente disminución de pH. Esta disminución del pH provoca la muerte de bacterias Gram negativas también alojadas en el ciego del equino (familia Enterobacteriaceae), lo cual ocasiona una liberación masiva de lipopolisacáridos y el aumento de endotoxinas (por la muerte de esas bacterias) dentro del contenido cecal, y como consecuencia se produce una lesión de la mucosa cecal. Las endotoxinas que se liberaron a la luz cecal, se absorben al torrente sanguíneo llegando a la circulación portal y produciendo una endotoxemia. 
La endotoxemia va a dar lugar a complejos eventos sistémicos y locales:
- La respuesta inflamatoria libera mediadores de la inflamación, como catecolaminas, prostaglandinas (tromboxano y prostaciclina), histamina, serotonina, caquectina e interleucina 1.
- El resultado es un incremento del flujo de sangre del pie por medio de las arterias digitales, circulación por las anastomosis arteriovenosas de la microcirculación digital, disminución de la perfusión capilar del dedo y edema e isquemia.
- El grado de dolor es proporcional al grado de isquemia. Los mediadores de la inflamación local también pueden contribuir.
- El dolor estimula la liberación de catecolaminas, liberadas por las glándulas adrenales, que potencia la vasoconstricción de las anastomosis arteriovenosas en la base de las  láminas y perpetúa la isquemia.
- Las catecolaminas contribuyen con el desarrollo de hipertensión sistémica.
- La desviación de los líquidos de los compartimentos en la microcirculación da lugar a un edema digital.
- La isquemia puede progresar hasta llegar a la necrosis laminar.
- La hipertensión con que cursa el cuadro de infosura está presente antes, durante y después de la presentación de los signos clínicos y se debe en una primera instancia a la respuesta del sistema yuxtaglomerular renal, producto de la disminución volumen plasmático inducido por el daño de vasos sanguíneos.
- El sistema yuxtaglomerular, además de producir vasoconstricción, retención de agua y retención de sodio; aumenta el inotropismo cardiaco por acción de la aldosterona, siendo esta última la responsable de la hipertensión que se observa después de desaparecido los signos clínicos del cuadro.
- La hipertensión también es producto del estrés que significa para el animal el estar cursando el cuadro, lo que lleva al aumento de corticoides: éstos entre otros efectos favorecen la acción de las catecolaminas.
- Se presenta una coagulopatía que obedece a la activación del factor Hageman, daño endotelial y agregación plaquetaria.
- La agregación plaquetaria conlleva a la formación de trombos que contribuyen con la isquemia digital por medio de la oclusión vascular y la elaboración de tromboxano A2.
- La infiltración granulocítica precede a la trombosis capilar y venosa.
- Dichos trombos están formados por masas leucocitarias, plaquetas y fibrina.

En los casos de retención de placenta y metritis, el epitelio uterino alterado junto a la presencia de bacterias dentro de la luz puede permitir el desarrollo de endotoxemia.
No todas las infosuras se dan por sobrecarga de granos. Dentro de las enfermedades gastrointestinales se incluyen las obstrucciones intestinales estranguladas, infartos no estrangulados, enteritis y colitis. La bacteriemia por gram negativos, la neumonía y otras infecciones sistémicas graves suelen estar asociadas con infosura. Ha sido posible observar cuadros de infosuras en varios casos donde la destrucción de tejido es importante posterior a accidentes por transporte e incluso en animales accidentados posterior a una rodada post carrera. La Infosura posparto es una forma particularmente grave asociada con metritis y/o retención de la placenta.

### Alteración de la dinámica vascular

#### Derivación de la anastomosis arteriovenosa
La nutrición de laminillas se produce por difusión desde los vasos de las laminillas dérmicas a las epidérmicas. La nutrición viene desde el hueso. Dentro de cada laminilla dérmica primaria hay un bypass que comunica, la circulación de los capilares arteriales con los capilares venosos y que sirve para regular la temperatura del casco. Cualquier sustancia vasodilatadora o vasoconstrictora (que puede ser producida por cualquier sistema del organismo), va a producir una dilatación prolongada de las anastomosis arteriovenosas de las laminillas, lo que provoca una desviación por el bypass del lecho capilar dérmico. Esa derivación genera que la sangre arterial no llegue de manera adecuada, se desvíe a la circulación venosa y no nutra a las laminillas. Se produce entonces una hipoperfusión digital, con la consecuente isquemia, edema y necrosis. Esto tiene como consecuencia el desprendimiento de las laminillas.
Si la sustancia es vasodilatadora, disminuye la presión arterial, y por lo tanto no hay retorno venoso. Si es vasoconstrictora, se produce hipoperfusión.

#### Vasoconstricción y edema perivascular
Cualquier lesión del endotelio favorece la vasoconstricción (por inhibición de la vía del oxido nítrico - L arginina), rompiendo el equilibrio vasoconstricción - vasodilatación. En el endotelio de los capilares se produce el ON-l arginina, que es un vasodilatador. Al haber una lesión en el endotelio o una inhibición de los estimuladores del ON, se inhibe la producción de este, causando una vasoconstricción por ausencia del ON. Los cambios vasculares digitales varían con la causa iniciadora. Dependiendo de la causa que produce estos cambios vasculares, va a ser la intensidad de la patología.
En consecuencia ocurre: 
1. Aumento de la presión venosa, capilar y tisular del dedo
2. Aumento de la presión hidrostática dentro de los capilares, porque estos capilares son muy permeables a las proteínas por lo que disminuye la presión oncótica y aumenta la presión hidrostática
3. Salida de líquido al intersticio
4. Aumento de presión tisular dentro del pie
5. Disminución del flujo sanguíneo
6. Necrosis

#### Destrucción de la membrana basal porenzimasactivadoras
La teoría de Pollit se basa en la destrucción de la membrana basal por enzimas activadas. Las metaloproteinas 2 y 9 activadas están presentes normalmente en el tejido laminar. Las mismas lisan la membrana basal entre la pared del casco y la falange distal, permitiendo (cuando existe equilibrio entre la activación y desactivación) el crecimiento del casco equino. Se debe entender entonces que las formas activadas lisan la membrana basal permitiendo el “ingreso” de una nueva célula en el túbulo. En los cascos de caballos infosurados se observa que las metaloproteinasas 2 y 9 activadas están muy aumentadas en el tejido laminar del pie infosurado. También se observó en muchos casos que se produce un notable incremento de la población de Estreptocuccus bovis (principal responsable de la fermentación de hidratos de carbono en el ciego del equino) en casos de disbacteriosis por sobrecarga. Esta proliferación liberaría exotoxinas inhibitorias de los inhibidores de las metaloproteinasas, por lo que su concentración aumenta. Y esta situación provoca un aumento de degradación de la membrana basal, rompiendo este “puente”, provocando y/o facilitando el movimiento de la falange distal. La lesión de la membrana basal se caracteriza por una pérdida de los capilares dérmicos y esto explicaría el aumento de 3,5 veces de la resistencia del flujo sanguíneo. Este aumento de la resistencia provoca el aumento del pulso digital. Hay un aumento de la resistencia del flujo de sangre porque hay vasoconstricción constante, que genera un aumento del pulso digital. El pulso digital es uno de los signos característicos de la laminitis, no es patognomónico puede haber otros factores que produzcan aumento del pulso digital. 

## Signos clínicos
La presentación de la laminitis puede ser: 
- Subaguda (leve): fase de desarrollo
- Aguda (grave): cuando ya aparecen los signos clínicos. Ya es grave porque empieza rotación de 3° falange y puede haber una perforación de la suela
- Crónica: puede haber abscesos en la suela

Los signos clínicos suelen ser una respuesta retrasada a la causa iniciante o sea siempre van a aparecer luego de que se produjo la patología.
Estos pueden ser:
- Pulso digital aumentado
- Dolor a la palpación presión con la pinza de tentar, a nivel de toda la parte de la suela y alrededor de la ranilla. No hay dolor en la muralla.[7]
- Postura con los miembros anteriores por delante de la línea de apoyo y posteriores debajo del abdomen.

Signos radiológicos
- Reacción ósea en la cara dorsal de la 3.ª falange y neo formación ósea
- Distancia entre cara dorsal de la ·°F y la muralla: lo normal es de 18mm o menos. Un incremento en la distancia sugiere hemorragia, tumefacción y edema.
- Rotación
- Radio lucidez en margen solar.
- Distancia #banda coronaria y proceso extensor 3F.
- Inflamación de tejidos blandos en banda coronaria.
- Depresión del casco distal banda coronaria.
- Línea radiolúcida en la zona dorsal del casco.
- Hueso con forma de zapato chino.
- Fractura del proceso solar.

## Clasificación de la claudicación (Obel)[8]
- Grado 1: en reposo, el caballo levanta el pie incesante y alternadamente. La claudicación no es evidente al paso, pero al trote se puede observar un paso acortado. El caballo apenas se resiste a caminar.
- Grado2: el caballo se mueve con torpeza mientras camina. Puede elevar el pie con dificultad. Se tropieza mientras camina, un poco más de dificultad en movimiento.
- Grado 3: se mueve con rechazo y resiste enérgicamente los intentos por elevar el pie del suelo. Rechaza el movimiento. Si lo tiramos hacia nosotros, vienen con rechazo. .
- Grado 4: los caballos rechazan a moverse y no lo harán a menos que sean forzados. Permanecen mucho tiempo en decúbito.

## Diagnóstico[9]

### Bloqueo nervioso
- Digital palmar: se bloquea los nervios digitales palmares medial y lateral, los cuales se localizan justo a palmar de sus respectivas arterias y venas. Se encuentran a lo largo del borde dorsal del tendón del flexor digital superficial (FDS) hacia proximal de la articulación de la cuartilla y junto al tendón del flexor digital profundo (FDP), hacia distal a dicha articulación. Los nervios deben ser anestesiados justo hacia distal o en el borde proximal de los cartílagos colaterales. Son fácilmente palpables a nivel de cartílagos colaterales, justo detrás del tendón del FDP. Se bloquea solo parte posterior del casco, no se bloquea la pinza (que es donde más dolor existe).
- Bloqueo en anillo a nivel de cuartilla: se realiza justo por encima de los cartílagos colaterales de la falange distal, justo en el mismo sitio de bloqueo de los nervios digitales palmares, pero en este caso hacia lateral y hacia medial desde el sitio de inyección. Anestesia las ramas dorsales los nervios digitales palmares y desensibiliza todas las estructuras profundas hacia distal del bloqueo.
- Abaxial: en la superficie abaxial de los sesamoideos proximales. Se bloquea: pie, falange media, articulación interfalángica proximal, cara distal-palmar de la falange proximal, porciones distales de tendones FDP y FDS, ligamentos sesamoideos distales y ligamento anular digital. El más conveniente. Se bloquea todo el casco.

### Radiografías[10]
- Latero - medial: Es la que primero se indica, porque se ve la rotación de la 3.ª falange.
- Dorso - plantar/palmar: se puede observar la separación de laminillas mediales y laterales, como así también el hundimiento de la 3.ª falange.

### Venografía[11]
Técnica de diagnóstico que consiste en colocar un medio de contraste a nivel de las venas, por perfusión venosa. Se ve todo el compromiso vascular que se va a tener ante una laminitis, de las arterias circunfleja y arteria coronaria. Donde haya una constricción o compresión a ese nivel, está comprometida toda la perfusión sanguínea a nivel del casco.

## Tratamiento médico
- Controlar la causa que desencadeno la laminitis: cualquier proceso que desencadene endotoxemia, Suprimir la ingesta de grano: El manejo de la dieta es muy importante, suprimir la ingesta de grano por lo menos por 15 días y administrar heno de gramíneas de alta calidad o mezcla gramíneas/leguminosas. Luego de una sobrecarga con carbohidratos, se administra vaselina, debido a su efecto laxante, para purgar el tracto gastrointestinal. Puede actuar como un tapiz del intestino, impidiendo una mayor absorción de endotoxinas. Tratar si es hembra verificar que no tenga metritis o retención de placenta.
- Control de las alteraciones vasculares, hemodinámicas y metabólicas: restablecer el flujo sanguíneo periférico provocando una vasodilatación periférica y tratamiento antitrombótico. El primer paso se logra con la administración de bloqueantes alfa-adrenérgicos durante el comienzo de la enfermedad. Los vasodilatadores también ayudan a controlar la hipertensión como la acepromacina, la nitroglicerina en ungüento y la isoxsuprina. Como antitrombóticos se puede optar por ácido acetilsalicílico o heparina.
- Evitar una mayor absorción de endotoxinas.
- Controlar la presión arterial.
- Proveer analgesia: La fenilbutazona esta indicada para reducir el dolor, edema e inflamación dentro del dedo, previniendo de esta forma una lesión laminar progresiva. También la meglumina de flunixin combinada con fenilbutazona ya que el flunixin, además de ser analgésico, capta los radicales libres, algo importante en las endotoxemias. El dimetil sulfóxido (DMSO), además de ser antiinflamatorio y estabilizador de membrana, es captador de radicales libres sistémico.
- Fluidoterapia
- Crioterapia: mediante parches de gel a nivel de cuartilla para disminuir la temperatura del casco[12]
- Desvasado correctivo: Para disminuir la presión sobre el casco y ayudar a que el caballo rompa el paso antes.
- Herraje terapéutico: mediante almohadillas de espuma de polietileno, herradura de barra de corazón, invertida o napoleónica, tipo huevo, o con elevación de talones.

## Tratamiento quirúrgico[13]
- Desmotomia del ligamento frenador del carpo.
- Tenotomía del FDP y de rotación de 3.ª falange.
- Resección de la pared del casco.
- Ranurado coronario.